# محار الشجر
محار الشجر (الاسم العلمي: Isognomon)، جنس حيوانات بحرية من ذوات الصدفتين المرتبطة بامحار الؤلؤ.
يُعرف محار الشجر في السجل الأحفوري من فترة العصر البرمي إلى العصر الرباعي (النطاق العمري: من 254.0 إلى 0.012 مليون سنة مضت). عُثر على أنواع أحفورية من هذه الجنس في جميع أنحاء العالم.